# Эрихтоний (сын Дардана)
Эрихто́ний (др.-греч. Ἐριχθόνιος) — в древнегреческой мифологии сын Дардана и Батии, брат Ила (второго сына Дардана), муж Астиохи, отец Троса (Троя), царя Трои. По другим авторам, муж Каллирои (дочери Скамандра).
Царь Дардании в земле Трои, в табуне которого было двенадцать быстрых коней, рожденных от Борея.